# Patrick Stanley Vaughan Heenan
Pour les articles homonymes, voir Heenan.
Patrick Stanley Vaughan Heenan (29 juillet 1910 – 13 février 1942) est un capitaine de l'Armée indienne britannique qui fut convaincu de trahison pour espionnage au profit du Japon pendant la bataille de Malaisie durant la Seconde Guerre mondiale. 
Heenan est considéré avoir été exécuté pendant la bataille de Singapour.
Selon son biographe, Peter Elphick, ces épisodes ont été occultés par les censeurs militaires de l’histoire militaire du Commonwealth.

## Enfance et jeunesse
Heenan est le fils naturel de Anne Stanley (née en 1882). Il est né à Reefton, en Nouvelle-Zélande, sans que son acte de naissance mentionne le père. Cette naissance illégitime pourrait avoir causé un opprobre dans la société du début du XXe siècle. Un an plus tard, mère et enfant partent en Birmanie avec un ingénieur minier du nom de George Charles Heenan (né en 1855). On parle du vieux Heenan comme d’un républicain irlandais, bien qu’il semble avoir des attaches de longue date avec la Nouvelle-Zélande, par exemple en tant que membre d’une sélection régionale de cricket en 1882-84. Il n’existe aucune preuve que George Heenan soit le père de Patrick, ni que George et Anne aient été mariés. Cependant, Patrick a été baptisé en Birmanie selon le rite catholique, sous le patronyme de Heenan. George Heenan est mort à Pauk, en Birmanie en 1912. La mère de Patrick a ensuite travaillé comme gouvernante dans la famille Carroll.
En 1922, les Carroll rentrèrent en Angleterre et Anne Stanley les accompagna. Mme Carroll mourut quelques années plus tard et Bernard Carroll qui était comptable épousa Anne. De 1923 à 1926, Patrick fut pensionnaire à la Sevenoaks School dans le Kent, et, en 1927, il commença à fréquenter l’école huppée de Cheltenham College, au milieu d’étudiants se préparant aux carrières militaires. Bien qu’il soit alors âgé de 16 ans, on le mit dans des classes d’élèves de 13 ans.
Les récits sur cette période à Sevenoaks et Cheltenham montrent Heenan comme un étudiant médiocre — et selon les termes de  ODNB— "sombre, plein de ressentiment, inadapté et détesté par ses congénères ". Il excellait néanmoins dans les sports, notamment la boxe, en raison essentiellement de son physique imposant. Selon Elphick, Heenan était impopulaire auprès des autres étudiants à Cheltenham et eut souvent des ennuis avec les responsables de l’école. Malgré son appartenance au ‘’Officers Training Corps’’ (OTC) de Cheltenham, Heenan n’y acquit pas de réelles qualifications; c’est pourquoi il ne fut pas capable d’intégrer l’entraînement des élèves officiers de l’armée britannique lorsqu’il quitta l’école à 19 ans. Heenan entra alors chez Steel Brothers, une compagnie de négoce ayant des intérêts en Asie.

## Carrière militaire
Au début des années 1930, Heenan fit acte de candidature à la Army Supplementary Reserve, seule voie pour devenir officier sans formation réelle. Selon Elphick, la divulgation de sa naissance illégitime lui aurait interdit la carrière d’officier. Il réussit à intégrer la réserve militaire en présentant son certificat de baptême et une attestation du principal de son école sur son aptitude à servir comme officier, ce qui fut confirmé par le commandant de l’OTC de  Cheltenham. En 1932, il fut versé dans la Supplementary Reserve.
En 1935, Heenan fut admis comme officier  dans l’armée britannique sous le matricule 547AI7. Son adresse à cette époque mentionnait Cheam, Surrey, England. Il fut inscrit sur l’Indian Army's Unattached List et fut envoyé en Inde britannique. Au terme de six mois d’entraînement dans un régiment britannique, Heenan ne fut accepté dans aucun des régiments de l’Armée des Indes. Il dut faire six mois d’entraînement supplémentaires dans un autre régiment britannique avant d’être accepté au 16th Punjab Regiment. Il aurait eu une bonne conduite au cours d’une escarmouche à la frontière du Nord-ouest, mais il fut ensuite transféré au Indian Army Service Corps. D’après Elphick, c’était le moyen habituel pour écarter les  officiers ne donnant pas satisfaction des prestigieux régiments de première ligne. Cependant, Heenan retourna au 16th Punjabs, mais dans un autre bataillon.
En 1938-39, Heenan pris un congé de longue durée de six mois (une tradition dans l’Armée des Indes) dans l'empire du Japon.
En 1941, devant les craintes croissantes d’une invasion japonaise de l’Asie du Sud-Est, l’unité de Heenan fut envoyée en Malaisie britannique. Il fut transféré dans une unité de liaison aérienne de l’Armée des Indes et envoyé à Singapour pour entraînement. Au terme de son entraînement, il fut basé en juin 1941 à Alor Setar, dans l’État de Kedah, au nord de la Malaisie (Malaya). C’était dans cette zone qu’étaient basés la plupart des escadrons de la Royal Air Force, de la Force aérienne royale australienne et de la Force aérienne royale néo-zélandaise.
Les forces japonaises envahirent le sud de la Thaïlande et la Malaisie le 8 décembre 1941. Leurs raids aériens furent guidés par des transmissions radio de Heenan. Parmi son matériel d’espionnage, il aurait eu un transmetteur en morse actionné par un clavier alphanumérique - comparable à un  émetteur-récepteur Traeger - qui était camouflé en machine à écrire.
Dès le 10 décembre, les Japonais avaient détruit la plupart des avions alliés en Malaisie du Nord. Le même jour, selon Elphick, Heenan fut pris « quasiment sur le fait » et arrêté. Il fut envoyé à Singapour où il serait passé en cour martiale en janvier 1942. Il ne semble pas avoir été formellement condamné mais la sentence normale pour trahison de la part d’un officier britannique était la mort.
Heenan resta en prison à Singapour plusieurs semaines. Les Japonais chassèrent progressivement les Alliés de Malaisie et, le 8 février, ils prirent pied sur l’île de Singapour. Il devint rapidement évident que les Japonais auraient la victoire. Selon la journaliste et écrivaine Lynette Silver :

« Vers le 13 février[,] Heenan était devenu très arrogant, raillant ses gardiens en leur disant qu’il serait bientôt libre et qu’eux seraient prisonniers. Il semble que, poussés à bout de patience, les policiers militaires britanniques  aient pris les choses en mains. Après qu’on eut tiré aux cartes qui aurait l’honneur d’exécuter Heenan, on dit qu’il fut mené sur les quais où un sergent l’exécuta d’un simple coup de pistolet dans la nuque. Son corps fut alors jeté dans le port. »

Elphick situe l’endroit de l’exécution sur ‘’ Keppel Harbour’’.

## Épilogue
L’historien militaire Brian P. Farrell pense que Heenan n’aurait pas causé de dommages décisifs aux Alliés mais il a probablement causé au 62 Squadron des pertes en personnels et avions. Elphick sous-entend que les forces aériennes du British Commonwealth auraient été vaincues même sans l’aide de Heenan : leurs avions en Malaisie (Malaya) ne soutenaient pas la comparaison avec leurs adversaires et les aérodromes dans la Malaisie du nord avaient été situés dans des positions indéfendables. Elphick ajoute que Heenan "...avait dû passer aux Japonais dès avant la guerre de plus précieuses informations et qu’il n’a fait qu’augmenter un peu le taux de destruction d’avions après le début de la guerre.". Il ajoute que le récit des actes de Hennan s’était rapidement répandu parmi les officiers du British Commonwealth et que cela avait eu un effet majeur sur le moral.
En 1998, les familles des autres morts du Commonwealth listés sur le Mémorial de Kranji (Singapour) demandaient le retrait du nom de Heenan. Sa date de décès mentionnée dans les registres du Mémorial, « February 15, 1944 », serait la date standard de décès attribuée à tous les personnels du Commonwealth officiellement déclarés disparus pendant la bataille de Singapour.